# Моральна ідентичність
Моральна ідентичність - це поняття в межах моральної психології, що стосується важливості моралі для ідентичності людини, яку зазвичай трактують як індивідуальну відмінність, подібну до риси, або як набір постійно використовуваних схем.

## Модель Блазі(англ.Blasi's model)
Емпіричні дослідження показують, що розумові здібності та емоції лише частково передбачають моральні вчинки. Вчені, такі як Блазі, почали пропонувати ідентичність як фактор, що спонукає до моральної мотивації. Блазі запропонував Я-модель морального функціонування, яка описує вплив судження про відповідальність за виконання моральної дії, почуття моральної ідентичності та прагнення до самоузгодженості на моральну дію. Блазі також детально розглядає структуру ідентичності та її зв'язок з мораллю. На думку Блазі, є два аспекти, які формують ідентичність. Один аспект фокусується на конкретному змісті, який складає "Я" (об'єктивний зміст ідентичності), який включає моральні ідеали. Другий стосується способів суб'єктивного переживання ідентичності (суб'єктивний досвід ідентичності). У міру того, як суб'єктивна сторона ідентичності дозріває, об'єктивна сторона схиляється до внутрішнього змісту, такого як цінності, переконання і цілі, а не до зовнішнього змісту ідентичності, такого як фізичні аспекти, поведінка і взаємовідносини. Зріла суб'єктивна ідентичність прагне до більшого відчуття самоузгодженості. Таким чином, ідентичність слугує мотивацією для моральних дій.
Дослідження моральних взірців показали, що зразкові моральні дії часто є результатом переплетення особистих цілей і бажань з моральними принципами, а дослідження моральної поведінки також показують кореляцію між моральною ідентичністю і діями. Харді та Карло ставлять критичні питання щодо моделі Блазі та пропонують дослідникам шукати кращі способи практичного застосування та вимірювання моральної ідентичності, а також застосовувати отримані результати у програмах моральної освіти та виховання.
Згідно з теорією Блазі про моральний характер, моральний характер визначається набором моральних якостей людини - чеснот і вад. Він теоретично обґрунтував, що сила волі, моральні прагнення та доброчесність дають людині підстави діяти морально відповідно до ієрархічного порядку чеснот. Він вважав, що "найвищі" і найскладніші чесноти виражаються силою волі, тоді як "найнижчі" і найпростіші чесноти виражаються чесністю. По суті, він стверджував, що для того, щоб мати нижчі чесноти, людина повинна мати одну або кілька вищих чеснот. Кінцевими цілями морального розвитку особистості є встановлення та реалізація основних цілей, а також використання своїх сильних сторін для того, щоб змінити світ на краще.

## Інші погляди
Енн Колбі та Вільям Деймон припускають, що моральна ідентичність людини формується через синхронізацію її особистих і моральних цілей. Ця єдність їхнього "я" і моралі є тим, що відрізняє їх від не-зразків і, в свою чергу, робить їх унікальними. Колбі та Деймон вивчали моральну ідентичність на прикладі наративів активісток руху за громадянські права Вірджинії Фостер Дурр та Сьюзі Валадез, які надавали послуги бідним, чия поведінка, вчинки та життєві справи вважалися морально взірцевими у їхніх громадах та серед тих, з ким вони контактували. Спільними характеристиками цих моральних взірців є впевненість, позитивність (наприклад, задоволення від роботи та оптимізм), а також єдність особистих і моральних цілей.
Дослідження припускає, що "трансформація цілей" відбувається під час еволюції моральної ідентичності та розвитку людини і тому не є актом самопожертви, а радше здійснюється з великою радістю; моральні взірці розглядають свої особисті цілі та моральні цілі як синоніми. Така трансформація не завжди є цілеспрямованим процесом і найчастіше відбувається поступово, але може також швидко розпочатися під впливом певної події. Такою подією може бути будь-що - від сильного моменту у фільмі до травматичної життєвої події, або, як у випадку Сьюзі Валадез, сприйняття видіння від Бога. У багатьох з опитаних моральних взірців події, що стали поштовхом і трансформація цілей відбулися лише у віці 40 років. Вважається, що моральні взірці мають ті ж турботи і зобов'язання, що й інші моральні люди, але в більшій мірі "розширені за обсягом, інтенсивністю і широтою". Крім того, зразкові люди мають здатність бути відкритими до нових ідей і досвіду, що також називають "активною сприйнятливістю" до речей, які знаходяться поза ними.
Деніел Гарт провів дослідження на прикладі афро-американських і латиноамериканських підлітків (зразків виховання), щоб з'ясувати, як підлітки, які демонструють зразкову просоціальну поведінку, сприймають себе в різних аспектах. Для емпіричного вивчення Я-концепції він використав чотири різні концептуальні моделі, щоб проілюструвати поняття "Я" у зв'язку з просоціальною поведінкою: Я-концепція як зміст, Я-концепція як семантичний простір, Я-концепція як ієрархія Я та Я-концепція як теорія. Результати показали, що підлітки, які перебувають під наглядом, формулюють свою Я-концепцію інакше, ніж їхні однолітки, за кількома помітними ознаками. У відкритих розділах самоопису підлітки, які перебувають під наглядом, частіше згадували моральні риси та моральні цілі порівняно з порівняльною групою. Однак ці згадки все одно були відносно невеликими. У моделі ієрархії "Я" зразкові учасники показали, що вони включають своє "ідеальне Я" в "реальне Я". У групі зразків спостерігалося більше включення батьківських репрезентацій в "реальне Я", ніж стосунків з однолітками.  Таким чином, серед підлітків групи порівняння спостерігалося більше включення уявлень про свого найкращого друга або про те, що очікує від себе найкращий друг. Відсутність репрезентації однолітків може бути пов'язана з відчуженням, яке може виникнути між учасником дослідження та його другом, незважаючи на альтруїзм, який розвивається завдяки просоціальній поведінці. У моделі "Я-концепція як теорія" досліджувані найчастіше перебували на рівні 4 - рівні самотеорії, якого рідко досягають однолітки, але який є більш поширеним серед досліджуваних. Крім того, вони також були більш схильні наголошувати на академічних цілях і типових моральних діях порівняно з підлітками-порівняльної групи. При аналізі семантичного простору, пов'язаного з Я-концепцією, зразкові підлітки були більш схильні розглядати своє минуле, теперішнє і майбутнє в більш безперервній послідовності. У цій же темі підлітки з групи порівняння вказували на більшу відмінність між минулим і майбутнім, що свідчить про меншу стабільність Я-концепції. Однак не було виявлено значущих відмінностей між досліджуваними та контрольною групою щодо моральних знань, що свідчить про відсутність відмінностей у розвитку чи генетичній складності між групами. В цілому, обидві групи майже не відрізняються за властивістю моральних суджень, незважаючи на відмінності в Я-концепції та просоціальних діях.
Девід Вонг пропонує думати про культуру за аналогією з розмовою: є люди з різними переконаннями, цінностями і нормами, які можуть висловлювати свою думку голосно або тихо, однак з плином часу ці фактори можуть змінюватися. Моральна культура може надати іншим членам своєрідну "мову", де є багато місця для різних "діалектів", це дозволяє встановлювати і більше озвучувати моральні ідентичності. Протилежні ідеї можуть створювати конфлікти між тими, хто нам близький, наприклад, сім'єю та друзями, або незнайомими нам людьми. Це може спричинити більший ризик у спробах вирішити, як краще вчинити, внаслідок чого може постраждати будь-яка зі сторін. Суть теорії Вонга полягає в тому, що визначення нашої справжньої моралі в кінцевому підсумку зводиться до прийняття і здатності пристосовуватися до культур по всьому світу. Він також вважає, що концепція культури як розмови допоможе зменшити проблеми з кордонами між культурами, примирити автономію з культурним аспектом моральної ідентичності і поставити під сумнів розуміння здорової і добре розвиненої моральної ідентичності.
"Моральне Я" виховується в дитинстві завдяки взаємно чуйному батьківському ставленню. Діти з чуйними батьками розвивають більше емпатії, просоціальності, морального "Я" та сумління. Дарсія Нарваес описує нейробіологічні та соціальні елементи раннього досвіду та їхній вплив на моральні здібності.
Моральне "Я" виникає, коли люди інтегрують моральні цінності у свою Я-концепцію. Дослідження морального "Я" здебільшого зосереджені на підлітковому віці як критичному періоді для інтеграції "Я" і моралі (тобто "Я" і мораль традиційно розглядаються як окремі конструкти, які стають інтегрованими в підлітковому віці). Однак моральне "Я" може бути сформоване вже у віці 2-3 років. Насправді, діти вже у віці 5 років здатні послідовно ідентифікувати себе як таких, що мають певні моральні поведінкові вподобання. Моральне "Я" дітей з віком також стає все більш передбачуваним щодо моральних емоцій.

## Асоціація з моральною поведінкою
Метааналіз 2016 року, який підсумував 111 досліджень, показав, що моральна ідентичність позитивно (хоча й не дуже) пов'язана з моральною поведінкою, і дійшов висновку, що "моральна ідентичність є не кращим предиктором моральних вчинків, ніж інші психологічні конструкти".